# Bathymedon flebilis
Bathymedon flebilis är en kräftdjursart som beskrevs av J. L. Barnard 1967. Bathymedon flebilis ingår i släktet Bathymedon och familjen Oedicerotidae. Inga underarter finns listade i Catalogue of Life.